# Doushanhe
Doushanhe (kinesiska: 陡山河, 陡山河乡) är en socken i Kina. Den ligger i provinsen Henan, i den centrala delen av landet, omkring 360 kilometer söder om provinshuvudstaden Zhengzhou. Antalet invånare är 15 701. Befolkningen består av 7 849 kvinnor och 7 852 män. Barn under 15 år utgör 27,0 %, vuxna 15-64 år 61 %, och äldre över 65 år 10,0 %.
Genomsnittlig årsnederbörd är 1 378 millimeter. Den regnigaste månaden är juli, med i genomsnitt 253 mm nederbörd, och den torraste är december, med 18 mm nederbörd.